# Camilla Gonzaga (letterata)
Camilla Gonzaga (1500 – 1561 circa) è stata una nobildonna e letterata italiana.

## Biografia
Era figlia di Giampietro Gonzaga, conte di Novellara e di Caterina Torelli.
Nota per la sua bellezza, fu dedita alle lettere e alla poesia e riunì presso la corte di Novellara un circolo di artisti e letterati. La nobildonna venne corteggiata dal poeta Francesco Maria Molza e dal Bembo. Il suo salotto venne frequentato anche da Girolamo Casio, che cantò Camilla nella sezione La Gonzaga del suo volume Cronica (1525).
Anche Giovanni Della Casa scrisse per lei versi d'amore.

## Matrimonio e discendenza
Camilla sposò il 7 agosto 1517 il conte Alessandro da Porto di Vicenza.

## Ascendenza
|                      |   |                   | Genitori |  |  | Nonni |  |  | Bisnonni        |  |  | Trisnonni        |  |
|                      |   |                   |          |  |  |       |  |  | Giacomo Gonzaga |  |  | Guido II Gonzaga |  |
|                      |   |                   |          |  |  |       |  |  | Giacomo Gonzaga |  |  | Guido II Gonzaga |  |
|                      |   | Ginevra Malatesta |          |  |  |       |  |  | Giacomo Gonzaga |  |  |                  |  |
| Francesco I Gonzaga  |   |                   |          |  |  |       |  |  | Giacomo Gonzaga |  |  |                  |  |
|                      |   | Ippolita Pio      | …        |  |  |       |  |  |                 |  |  |                  |  |
|                      |   | Ippolita Pio      | …        |  |  |       |  |  |                 |  |  |                  |  |
|                      |   | Ippolita Pio      | …        |  |  |       |  |  |                 |  |  |                  |  |
| Giampietro Gonzaga   |   | Ippolita Pio      |          |  |  |       |  |  |                 |  |  |                  |  |
|                      |   | …                 | …        |  |  |       |  |  |                 |  |  |                  |  |
|                      |   | …                 | …        |  |  |       |  |  |                 |  |  |                  |  |
|                      |   | …                 | …        |  |  |       |  |  |                 |  |  |                  |  |
| Costanza Strozzi     |   | …                 |          |  |  |       |  |  |                 |  |  |                  |  |
|                      |   | …                 | …        |  |  |       |  |  |                 |  |  |                  |  |
|                      |   | …                 | …        |  |  |       |  |  |                 |  |  |                  |  |
|                      |   | …                 | …        |  |  |       |  |  |                 |  |  |                  |  |
| Camilla Gonzaga      |   | …                 |          |  |  |       |  |  |                 |  |  |                  |  |
|                      | … | …                 |          |  |  |       |  |  |                 |  |  |                  |  |
|                      | … | …                 |          |  |  |       |  |  |                 |  |  |                  |  |
|                      | … | …                 |          |  |  |       |  |  |                 |  |  |                  |  |
| Marsiglio Torelli    | … |                   |          |  |  |       |  |  |                 |  |  |                  |  |
|                      |   | …                 | …        |  |  |       |  |  |                 |  |  |                  |  |
|                      |   | …                 | …        |  |  |       |  |  |                 |  |  |                  |  |
|                      |   | …                 | …        |  |  |       |  |  |                 |  |  |                  |  |
| Caterina Torelli     |   | …                 |          |  |  |       |  |  |                 |  |  |                  |  |
|                      |   | …                 | …        |  |  |       |  |  |                 |  |  |                  |  |
|                      |   | …                 | …        |  |  |       |  |  |                 |  |  |                  |  |
|                      |   | …                 | …        |  |  |       |  |  |                 |  |  |                  |  |
| Taddea Pio di Savoia |   | …                 |          |  |  |       |  |  |                 |  |  |                  |  |
|                      |   | …                 | …        |  |  |       |  |  |                 |  |  |                  |  |
|                      |   | …                 | …        |  |  |       |  |  |                 |  |  |                  |  |
|                      |   | …                 | …        |  |  |       |  |  |                 |  |  |                  |  |
|                      |   | …                 |          |  |  |       |  |  |                 |  |  |                  |  |